# (32882) 1993 RW6
1993 RW6 (asteroide 32882) é um asteroide da cintura principal. Possui uma excentricidade de 0.17813820 e uma inclinação de 1.66388º.
Este asteroide foi descoberto no dia 15 de setembro de 1993 por Eric Walter Elst em La Silla.